# Messier 53

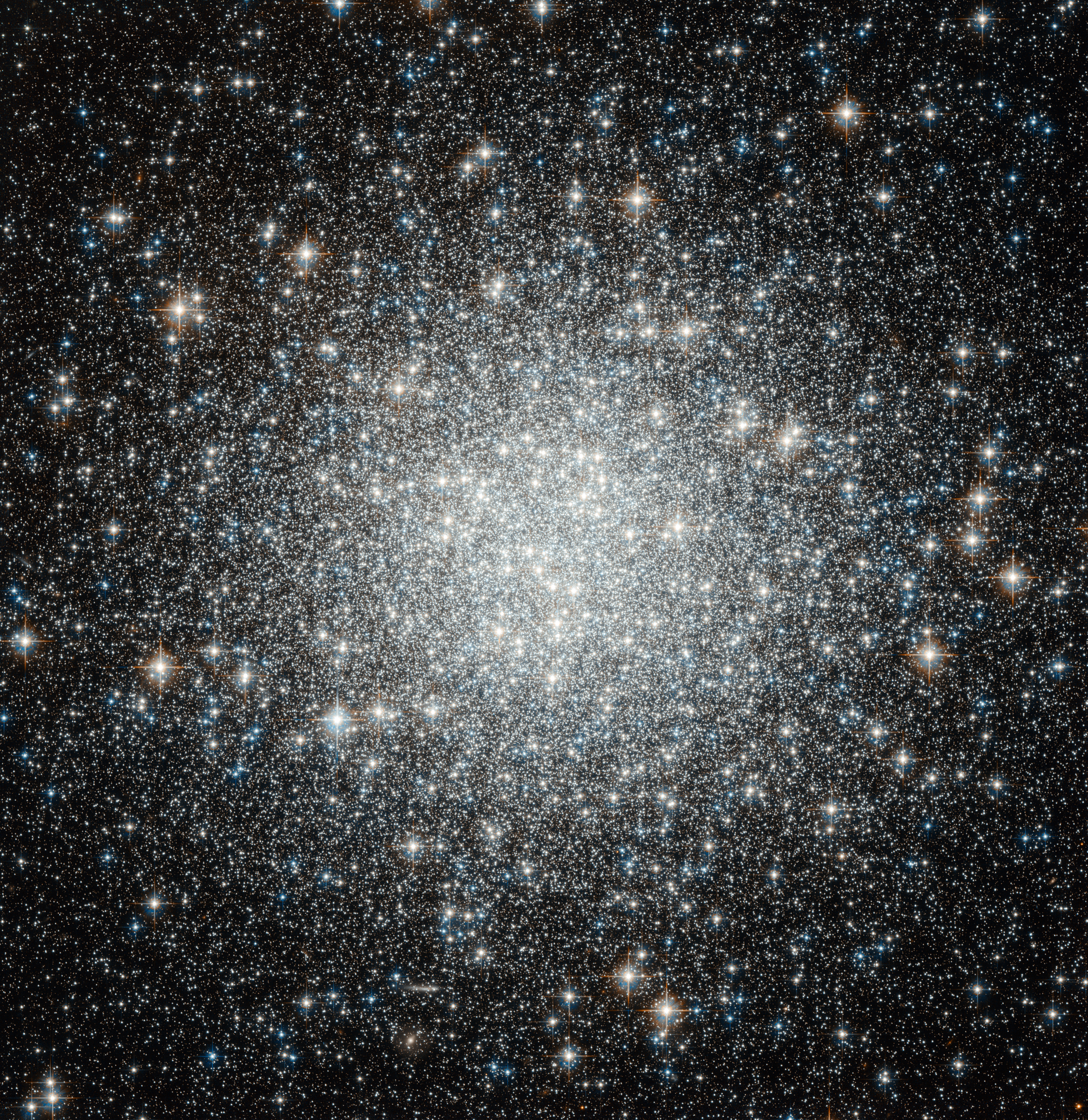
Hochaufgelöste Aufnahme des Kugesternhaufenzentrums, erstellt mithilfe des Hubble-Weltraumteleskops

Messier 53 (auch als NGC 5024 bezeichnet) ist ein galaktischer Kugelsternhaufen im Sternbild Haar der Berenike mit einer scheinbaren Abmessung von 13′ und einer scheinbaren Helligkeit von 7,7 mag. Durch Analyse der RR-Lyrae-Veränderlichen in M53 wurde eine Entfernung von rund 18 kpc (ca. 60 kLj) bestimmt, sein Durchmesser beträgt rund 200 Lichtjahre.